# Hoàng Anh Tuấn
Pour les articles homonymes, voir Hoang.
Hoàng Anh Tuấn (12 février 1985 dans la province de Bac Ninh au Viêt Nam-) est un haltérophile viêt Namien.

## Biographie
Au championnat du monde junior 2005, il remporte la médaille d'argent chez les hommes de moins de 56 kg, avec un total de 276 kg. Il a participé dans la catégorie des moins de 56 kg aux championnats du monde d'haltérophilie 2005 où il a remporté la médaille de bronze avec un total de 279 kg.
Tuan a participé dans la catégorie des moins de 56 kg aux championnats du monde d'haltérophilie 2006 où il a remporté la médaille de bronze, terminant derrière Li Zheng et Sergio Alvarez Boulet.
Il a également remporté une médaille d'argent lors des Jeux asiatiques de 2006, toujours dans la catégorie des moins de 56 kg.
Aux championnats d'Asie d'haltérophilie 2008, il a remporté la médaille d'or chez les hommes de moins 56 kg avec un total de 279 kg.
Il a remporté une médaille d'argent lors des Jeux olympiques d'été de 2008 où il a levé un total de 290 kg.
Dans certaines statistiques d'haltérophilie, il apparaît comme mal orthographié "Hoang Anh Taun".
Anh Tuan Hoang a été nommé sportif vietnamien de l'année en 2008.